# فولکر زربه
فولکر زربه (آلمانی: Volker Zerbe؛ زادهٔ ۳۰ ژوئن ۱۹۶۸) بازیکن هندبال اهل آلمان است.